# Popillia matertera
Popillia matertera är en skalbaggsart som beskrevs av Ohaus 1914. Popillia matertera ingår i släktet Popillia och familjen Rutelidae. Inga underarter finns listade i Catalogue of Life.